# Hyalocrea epimyces
Hyalocrea epimyces är en svampart som beskrevs av Syd. & P. Syd. 1917. Hyalocrea epimyces ingår i släktet Hyalocrea, klassen Dothideomycetes, divisionen sporsäcksvampar och riket svampar.   Inga underarter finns listade i Catalogue of Life.